# Anarchokapitalismus
Der Anarchokapitalismus  ist eine markt-fundamentale Ideologie und politische Philosophie, die für eine allein vom freien Markt, freiwilligen Übereinkünften und freiwilligen vertraglichen Bindungen zwischen Individuen geprägte Gesellschaftsordnung eintritt. In Abgrenzung vom Minimalstaat, den Murray Rothbard, einer ihrer Begründer, noch forderte, strebt der heutige Anarchokapitalismus eine reine Privatrechtsordnung (auch Nullstaat) ohne öffentliches Recht an. Er tritt für ein weitgehend uneingeschränktes Recht auf individuelle Selbstbestimmung und eine weitreichende Verfügungsgewalt über Privateigentum ein, welche nicht durch staatliche Regelungen, sondern allein durch das Selbstbestimmungsrecht anderer eingeschränkt sein sollen.
Anarchokapitalisten betrachten jeden Staat als illegitimes politisches System, das Gesellschaftsmitglieder in ihrer Freiheit beschränkt, unrechtmäßig Gewalt gegen sie ausübt und sie durch Steuererhebung beraubt. Ihrer Meinung nach profitieren diejenigen vom Staat, die den größten Einfluss auf ihn haben, auf Kosten derjenigen mit weniger Einfluss. Der Staat sei daher eine unsoziale Einrichtung. In ihrer Staatskritik nehmen sie sowohl radikal liberale, libertäre und soziologische als auch ethische und wirtschaftswissenschaftliche Argumente für sich in Anspruch.
Der Begriff Anarchokapitalismus wurde erstmals von Murray Rothbard (1926–1995) verwendet. Zentral in seiner Theorie sind die Souveränität des Individuums und das Nichtaggressionsprinzip. Rothbard betonte, dass Libertäre keine Anarchisten seien. Kritiker wie der kanadische Historiker Quinn Slobodian sehen im Anarchokapitalismus eine Form des Rechtsextremismus und weisen auf sowohl rassistische und sozialdarwinistische als auch demokratiefeindliche Tendenzen von Vordenkern wie Rothbard und Hans Hermann Hoppe hin.

## Grundideen

### Souveränität des Individuums

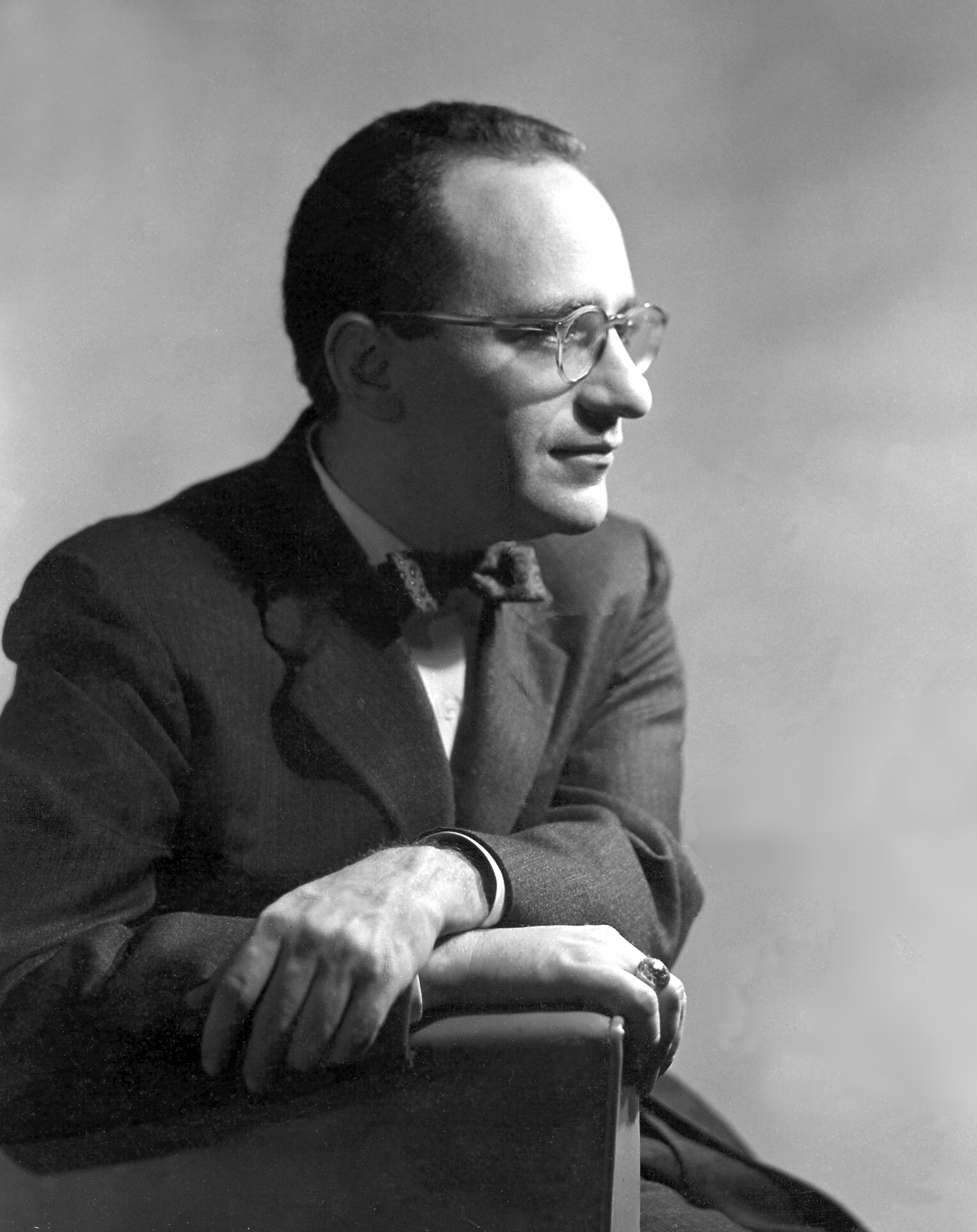
Murray Rothbard

Der US-amerikanische Ökonom Murray Rothbard verband die libertären Denktraditionen Nordamerikas mit den Ideen der österreichischen Schule zu einer Theorie des Anarchokapitalismus. Als dessen zentrale Prinzipien betrachtete er die Souveränität des Individuums und das Nichtaggressionsprinzip. Er schrieb dazu:

„… das zentrale Axiom der libertären Theorie bedeutet, dass jeder Mensch Eigentümer seiner selbst ist, mit absoluter Rechtsausübung über seinen eigenen Körper. Im Wesentlichen heißt das, dass niemand berechtigt ist, eines anderen Person anzutasten oder anzugreifen.“

Für Anarchokapitalisten bedeutet Souveränität des Individuums bzw. Selbsteigentum, dass jeder Mensch ein Recht zur Selbstbestimmung hat, dass er allein das Recht besitzt, über seinen Körper und seine Lebensweise zu bestimmen. Rothbard begründet die Souveränität des Individuums durch Falsifikation aller möglichen Alternativen.
Das Recht auf Selbst- und Privateigentum beginnt für Rothbard mit der Geburt eines Menschen. Für die Frage nach der Legalität von Abtreibung sei irrelevant, ob der Fötus bereits als Mensch betrachtet werde oder nicht, da kein Mensch das Recht habe, auf Kosten eines anderen zu leben. Eltern seien daher auch nicht dazu verpflichtet, ein geborenes Kind zu versorgen. Sie hätten allerdings, bis das Kind alt genug sei, um von zu Hause wegzulaufen, diesem gegenüber den Status von Treuhändern, welchen sie an andere Erwachsene verkaufen könnten. Auch hätten Eltern das Recht, ihre Kinder arbeiten zu lassen.

### Nichtaggressionsprinzip
Es bedeutet für Anarchokapitalisten ein Verbot der Initiierung von und der Drohung mit Gewalt. Jegliche Aggression verletze die Freiheit anderer. Nur in Notwehrsituationen sei der Einsatz von Gewalt und die Drohung mit Gewalt zulässig. Das Nichtaggressionsprinzip verbietet Körperverletzung oder Mord ebenso wie Eigentumsdelikte. Zu letzteren zählen Anarchokapitalisten Betrug und Diebstahl, aber auch den Zwang zu unfreiwilligen Steuern und Abgaben sowie Enteignungen durch den Staat.
Der Unterschied zwischen libertären Anarchokapitalisten und libertären Minimalstaatlern besteht in erster Linie darin, wie weitgehend sie das Nichtaggressionsprinzip anwenden. Minarchisten, wie sie z. B. in libertären Parteien anzutreffen sind, möchten den Staat lediglich verkleinern, staatliche Gesetzgebung, Polizei, Gerichte und Militär jedoch beibehalten. Im Gegensatz dazu lehnen Anarchokapitalisten den Staat grundsätzlich ab, da jeder Staat per Definition ein durch Steuern und Gesetze nach innen und wegen externer Konflikte nach außen aggressiv agierender territorialer Monopolist sei, der somit gegen das Nichtaggressionsprinzip verstoße.
Einige Theoretiker wie Rothbard bejahen das Nichtaggressionsprinzip als die wesentliche Basis von Moral und natürlichen Rechten. Andere wie David Friedman machen das universale Selbstinteresse aller Menschen, keine Opfer von Aggression werden zu wollen, zum Ausgangspunkt ihrer philosophischen Betrachtungen. Sie verurteilen weniger die Eingriffe des Staates, die sie als inhärent aggressiv und amoralisch betrachten und die es ihm als Machtmonopolisten erlauben, das Nichtaggressionsprinzip zu beugen. Vielmehr argumentieren sie, dass sich das Recht auf Widerstand gegen Aggression aus dem gegenseitigen Selbstinteresse der jeweiligen Vertragsparteien ergebe, weder Zwang und Gewalt zu initiieren, noch gegen sich selbst zu akzeptieren.
Nach dem deutschen Anarchokapitalisten Stefan Blankertz ist es legitim, sich gegenüber jemandem, der das Nichtaggressionsprinzip verletzt, zu verteidigen und einen Ausgleich für von einem solchen Aggressor verursachte Schäden zu verlangen: „[Ein] Dieb muss – logisch gesehen – zustimmen, dass ihm das geraubte Gut bzw. ein Äquivalent davon abgenommen wird. Denn entweder erkennt er das Eigentum an (dann muss er zugeben, ein Unrecht begangen zu haben), oder er leugnet das Recht auf Eigentum: Dann kann er nichts dagegen einwenden, dass man ihm etwas wegnimmt.“

### Privateigentum
Die meisten Anarchokapitalisten haben ein neo-lockeanisches Eigentumsverständnis. Eigentum wird aus ihrer Sicht durch „Vermischung der Natur mit der eigenen Arbeit“ geschaffen, indem jemand sich einen Gegenstand, der von keinem anderen Menschen genutzt oder als Eigentum beansprucht wird, aneignet und durch eigene Arbeit aufwertet. Rothbard schreibt: „In einer freien Gesellschaft ist jeder Teil der Natur, der nie zuvor genutzt wurde, besitzerlos. (…) Wenn Kolumbus auf einem neuen Kontinent landet, ist es dann legitim für ihn, den neuen Kontinent oder den Bereich soweit seine Augen sehen als sein Eigentum zu erklären? Dies wäre in der freien Gesellschaft, wie wir sie postulieren, eindeutig nicht der Fall. Kolumbus oder Crusoe müssten das Land nutzen, es in irgendeiner Weise kultivieren, bevor er behaupten könnte, es zu besitzen. (…) Ungenutztes Land müsste besitzerlos bleiben, bis ein erster Nutzer eintrifft. Jeder Versuch, einen Anspruch auf eine Ressource zu erheben, die jemand nicht nutzt, müsste als Angriff auf die Besitzrechte eines zukünftigen ersten Nutzers gewertet werden.“
Rothbard leitet das Recht auf Eigentum aus dem Recht auf Selbsteigentum ab. Er schreibt: „Falls jeder Mensch das Recht an seinem eigenen Körper hat und falls er Objekte der Natur benutzen und transformieren muss, um zu überleben, dann hat er das Recht, das von ihm geschaffene Produkt zu besitzen.“ Nachdem Eigentum durch Arbeit geschaffen wurde, kann es durch freiwilligen Tausch oder als Geschenk an einen neuen Eigentümer weitergegeben werden; ein erzwungener Transfer von Gütern wird als illegitim angesehen.
Rothbard schreibt weiterhin: „Probleme und Schwierigkeiten treten immer dann auf, wenn das Erstnutzer-Erstbesitzer-Prinzip nicht beachtet wird. In fast allen Ländern haben Regierungen Anspruch auf neues, ungenutztes Land erhoben. (…) Nehmen wir an, die Regierung entledigt sich ihres ungenutzten Landes durch den Verkauf in einer Auktion an den Höchstbietenden. Da die Regierung keinen gültigen Besitzanspruch hat, hat der Käufer diesen ebenfalls nicht. Falls der Käufer, wie dies häufig passiert, das Land „besitzt“, es aber nicht nutzt oder darauf siedelt, wird er zum Landspekulanten in einem abwertenden Sinne. Der wirkliche Nutzer ist (…) gezwungen, das Land vom Spekulanten zu pachten oder zu kaufen, obwohl dieser keinen gültigen Besitzanspruch hat.“
Gemäß Ludwig von Mises war umfangreicher Landbesitz immer das Resultat von durch Staaten erzwungenen Landmonopolen und resultierte nicht aus der Kumulation kleiner Parzellen durch Marktprozesse. „Nirgends und zu keiner Zeit entstand umfangreicher Landbesitz durch das Wirken der ökonomischen Kräfte des Marktes. Er ist das Resultat militärischer und politischer Anstrengungen. Durch Gewalt begründet, wird er ausschließlich von Gewalt aufrechterhalten.“
Dadurch, dass sich der Staat Teile des Landes aneignet, es dem Markt entzieht und damit das Angebot senkt, erzielen Landbesitzer laut Rothbard höhere Gewinne mit der Verpachtung und dem Verkauf von Land, als es in einem freien Markt möglich wäre. Bernie Jackson weist weiter darauf hin, dass beispielsweise die Regierung der Vereinigten Staaten bestimmten Unternehmen der Holz-, Erdöl-, Bergbau- und Farmindustrie große Teile des Landes zu politisch festgelegten Preisen zur Verfügung stelle, welche sich unterhalb des Marktpreises befänden. Umweltverschmutzung und ein Raubbau an der Natur werde für diese Unternehmen dadurch profitabel, dass sie keine Marktpreise für die von ihnen genutzten Ressourcen zahlen müssten.
Falls Besitz von Staaten gehalten wird, tritt Rothbard für die Rückgabe an den privaten Sektor ein. „Jeder Besitz in den Händen des Staates ist in den Händen von Dieben und sollte so schnell wie möglich befreit werden.“ Rothbard unterstützt weiterhin die Expropriation von „nominellem Privateigentum“, falls es das „Resultat von durch den Staat initiierter Gewalt“ sei. Er schlägt vor, dass Unternehmen, die mindestens zu 50 % durch den Staat finanziert wurden, von den Mitarbeitern zu ihrem Eigentum erklärt werden. Er schreibt: „(…) was wir beanstanden, sind ungerechtfertigte Besitzansprüche. Wir sind nicht für Privateigentum per se, sondern für unschuldiges, nicht kriminelles Privateigentum.“ Karl Hess schreibt: „[Der] Libertarismus (…) wünscht in keiner Weise jeden Besitz, der heute Privateigentum genannt wird, zu verteidigen. (…) Vieles Eigentum ist gestohlen. Viele Besitzansprüche sind fragwürdig. Alles ist tief verflochten mit einem unmoralischen Zwangsstaatssystem.“

### Recht und Ordnung
Murray N. Rothbard ging noch von der Notwendigkeit einer Regierung aus, die sich auf den Schutz von Individuen und ihres Eigentums vor Eingriffen durch Gewalt und Betrug beschränkt. In den späten 50er bis frühen 60er Jahren als sich der Streit mit Ayn Rand Ayn Rand begann zu manifestieren etablierte sich eine klare und fundamentale Position des Anarcho-Kapitalismus bei Murray N. Rothbard Rothbard. So schrieb er in For a new liberty "We are not anarchists who wish to abolish government but then reconstitute it in some form. We are anarchists because we wish to abolish the State altogether and leave the provision of law and order to the voluntary sector of society." 2. Auflage
In einer anarchokapitalistischen Gesellschaft sollen private Dienstleister Leben, Freiheit und Eigentum schützen und Streitfälle beilegen. Molinari schrieb: „Unter einer freiheitlichen Ordnung würde sich der Aufbau der Sicherheitsindustrie nicht von anderen Industrien unterscheiden.“ Befürworter des Anarchokapitalismus weisen darauf hin, dass Mediatoren, Schiedsgerichte und Sicherheitsunternehmen bereits in bestimmten Bereichen, in denen sie vom jeweiligen Staat geduldet würden, erfolgreich ihre Dienste anbieten.
In einer solchen Gesellschaft würden Vertragspartner beim Abschluss eines Vertrages festlegen, welcher Dienstleister (Friedman verwendet den Begriff „arbitration agency“) im Falle eines Streites für die Schlichtung zuständig ist und welche Rechtsnorm dem Vertrag zugrunde liegt. Auch würden Sicherheitsdienstleister, die Kunden den Schutz von Leben, Freiheit und Eigentum anbieten, von Kunden verlangen, bestimmte Rechtsnormen anzuerkennen. Ein Vertrag zwischen Dienstleister und Kunde könnte zum Beispiel festlegen, wie zu verfahren sei, wenn dem Kunden ein Delikt wie zum Beispiel Diebstahl vorgeworfen wird.
Anarchokapitalisten argumentieren, Sicherheitsdienstleister in einer anarchokapitalistischen Gesellschaft hätten im Gegensatz zu staatlichen Organisationen ein hohes wirtschaftliches Interesse daran, friedvolles Handeln zu bevorzugen und individuelle Rechte zu respektieren. Gewalttätige Auseinandersetzungen würden für die jeweiligen Unternehmen hohe Kosten verursachen und somit die Profitabilität des entsprechenden Unternehmens verringern. Auch könnten Unternehmen, die friedliche Lösungen bevorzugten, ihre Dienste zu geringeren Preisen anbieten und hätten somit einen Marktvorteil. Mafiöse Organisationen hätten es in einer anarchokapitalistischen Gesellschaft schwer, auch weil die durch Verbote von Drogen, Prostitution, Glücksspiel und anderer „opferloser Straftaten“ geschaffene und von ihnen genutzte Marktnische nicht mehr existiere.
David D. Friedman schreibt in The Machinery of Freedom:

„Vielleicht die beste Möglichkeit, zu erkennen, warum der Anarchokapitalismus so viel friedlicher wäre als unser jetziges System, ist durch eine Analogie. Angenommen (…) die Kosten für einen Umzug von einem Land in ein anderes wären Null. Jeder lebt in einem Wohnmobil und spricht dieselbe Sprache. An einem Tag kündigt der Präsident von Frankreich an, dass wegen Problemen mit den Nachbarländern neue Steuern erhoben und die Wehrpflicht in Kürze eingeführt werde. Am nächsten Morgen stellt der Präsident fest, ein friedliches, aber verlassenes Land zu regieren, und die Bevölkerung wird auf ihn selbst, drei Generäle und vierundzwanzig Kriegsreporter reduziert sein.“

### Private Hilfe für Bedürftige und freiwillige Vorsorge
Anarchokapitalisten setzen auf freiwillige Nachbarschaftshilfe und mildtätige, private Institutionen oder Stiftungen, um bedürftigen Menschen zu helfen. Sie argumentieren, solche Institutionen seien aufgrund der Konkurrenz verschiedener Organisationen um private Spender unbürokratischer und effizienter als staatliche Institutionen. Zudem sind Anarchokapitalisten der Ansicht, dass Menschen mehr für wohltätige Zwecke spendeten, wenn die Belastung durch Abgaben an den Staat wegfiele. Bei zunehmendem Wohlstand steige weiterhin die Spendenbereitschaft an. Als Beispiel hierfür führen sie die Zunahme der Spendenbeträge während des Wirtschaftsbooms der 1980er Jahre an, in dem sich die Spendenbeträge linear zum Einkommenswachstum vermehrt habe.
Weiterhin sehen sie die Möglichkeit, sich durch freiwillige, private Versicherungen gegen unvorhergesehene Notlagen abzusichern. Sie weisen darauf hin, dass die Aufgabe von Sozialversicherungen ursprünglich von freiwilligen Selbsthilfe-Organisationen wahrgenommen wurde. Deutsche Gewerkschaften hätten sich bis Ende des 19. Jahrhunderts gegen staatliche Sozialversicherungen gewehrt, da sie diese als Mittel zur Zerschlagung selbstverwalteter Arbeiterfonds sahen.
Für Hans-Hermann Hoppe bedeuten staatliche Zwangsversicherungen einen massiven Angriff auf die Bereitschaft, persönliche Verantwortung zu übernehmen. Indem Individuen von der Pflicht befreit würden, für ihr eigenes Einkommen, ihre Gesundheit, Sicherheit und ihre Rente zu sorgen, sinke die Reichweite und der Zeithorizont der privaten Vorsorge. Unverantwortlichkeit, Kurzsichtigkeit und Nachlässigkeit würden gefördert, Verantwortung, Weitblick und Fleiß bestraft.

## Entstehung
In den 1920er Jahren griff Ludwig von Mises in seiner Marxismuskritik die marxistische Parole der „Anarchie des Marktes“ auf und besetzte mit Hayek nicht nur das Wort „Kapitalismus“ wieder positiv, sondern versuchte, „Anarchie“ nicht mehr als das große Schreckenswort des 19. Jahrhunderts, sondern nunmehr als Selbstorganisation und als herrschaftsfreie (Selbst)Koordination zu begreifen. Heute haben sich daraus die Ideen des kapitalistischen Anarchismus entwickelt. Danach sorgt der Markt für die optimale Kooperation voneinander unabhängig entscheidender Einzelwillen. Die Spitze einer hierarchischen Organisation vermag hingegen nicht die bedarfsgerechten Entscheidungen zu treffen, unter anderem weil ihnen die dafür notwendigen Informationen nicht vorliegen. Der Sozialismus war nur in der Lage, weniger komplexe Dinge einigermaßen zu bewerkstelligen. Die neue Ökonomie der Einzelwillen und der Selbstorganisation lässt sich mit dem politische Willen, der auch eine Hierarchie verlangt, nicht vereinbaren, sondern nur mit der Beseitigung aller Privilegien am Markt. Die eigentliche Idee eines „anarchistischen Kapitalismus“ wurde später vor allem von Murray Rothbard als Grundlagendenker umgesetzt, nachdem Mises in die USA emigriert war, 1949 Human Action erschien und Rothbard von 1952 bis 1958 an einem Folgewerk wirkte, bei dem Mises zunächst sein Mentor war. Mises selbst distanzierte sich jedoch vom Anarchismus, denn dieser verkenne „die wahre Natur des Menschen; er wäre nur durchführbar in einer Welt von Engeln und Heiligen.“ Rothbards Ausführungen darüber, so der Mises-Biograph Hülsmann, waren nicht von dieser naiven Art.
Rothbard beschreibt das Problem um den kapitalistischen Begriff:

„We must first decide what the meaning of the term 'capitalism' really is. Unfortunately, the term 'capitalism' was coined by its greatest and most famous enemy, Karl Marx. We really can’t rely upon him for correct and subtle usage. And, in fact, what Marx and later writers have done is to lump together two extremely different and even contradictory concepts and actions under the same portmanteau term. These two contradictory concepts are what I would call 'free-market capitalism' on the one hand, and 'state capitalism' on the other. The difference between free-market capitalism and state capitalism is precisely the difference between, on the one hand, peaceful, voluntary exchange, and on the other, violent expropriation.“

„Zunächst müssen wir bestimmen, welches die Bedeutung des Terminus „Kapitalismus“ wirklich ist. Leider wurde der Terminus „Kapitalismus“ von Karl Marx, seinem größten und berühmtesten Feind, geprägt. Auf ihn können wir uns nun wirklich nicht um eines korrekten und präzisen Gebrauchs willen beziehen. Und tatsächlich: was Marx und spätere Autoren taten, war, zwei äußerst unterschiedliche und sogar gegensätzliche Vorstellungen und Handlungsweisen begrifflich in einen Topf zu werfen. Diese zwei gegensätzlichen Vorstellungen sind, was ich einerseits „freien Markt-Kapitalismus“ nennen würde und andererseits „Staats-Kapitalismus“. Der Unterschied zwischen freiem Markt-Kapitalismus und Staats-Kapitalismus ist exakt der Unterschied zwischen friedlichem, selbstgewähltem Austausch hier und gewaltsamer Enteignung dort.“

Allen Porter Mendenhall führt dazu in einem Libertarian-Alliance-Papier aus: „Damit macht Rothbard deutlich, dass staatlich basierter Kapitalismus überhaupt keinen 'Kapitalismus’ konstituiert. Rothbard definiert den Unterschied zwischen staatlich basiertem und reinem Kapitalismus als den Unterschied von einerseits friedlichem, freiwilligem Austausch und gewaltsamer Ausbeutung andererseits. Jede staatliche Intervention – sowohl Untersagung als auch teilweise Verhinderung freiwilliger Tauschaktionen – vernichtet beziehungsweise verschiebt ein Tauschverhältnis aus dem Bereich des Kapitalismus in den Bereich des Staates. Staatlich basierter Kapitalismus ist kein Kapitalismus. Kapitalismus ist kurzgefasst ein System des freiwilligen ökonomischen Tausches zwischen Parteien ohne staatliche Einmischung. In einem kapitalistischen System werden Streitigkeiten, die aus solchen Tauschverhältnissen entstehen, nicht-staatlichen Institutionen anvertraut.“
Genauso zerlegt Rothbard die Begriffe „Markt“ und „Staat“ auf ihre Bestandteile. Rothbard beschreibt den Staat als:

„that organization in society which attempts to maintain a monopoly of the use of force and violence in a given territorial area; in particular, it is the only organization in society that obtains its revenue not by voluntary contribution or payment for services rendered but by coercion.“

„jene gesellschaftliche Organisation, die versucht, ein Monopol auf den Gebrauch von Zwang und Gewalt in einem bestimmten Territorium zu errichten. Insbesondere ist er die einzige gesellschaftliche Organisation, die ihre Einnahmen nicht durch freiwillige Beiträge oder Zahlungen für geleistete Dienste erhebt, sondern durch Nötigung.“

Diese Definition entspricht in vieler Hinsicht der von Max Weber, aber sie legitimiert den Staat nicht, da der Staat eine rechtlich, systematisch geordnete Bahn für Raub beschreite und daher notwendig parasitisch sei. „Da Produktion immer dem Raub vorhergehen muss, geht der freie Markt dem Staat bevor“. Durch Abgreifen der produktiven Fähigkeit des Marktes erodiere der Staat langsam die menschlichen Kräfte über die Natur. Er muss unvermeidlich einen Trend in Richtung Krise und sozialen Konflikt erzeugen. Rothbard liefert ein historisches Gegenargument zur üblichen marxistischen Annahme, dass ein starker Staat notwendig sei für frühzeitige Kapitalinvestitionen und die Entwicklung des kapitalistischen Systems als solches. Entsprechend müsse die Sicht theoretisch verteidigt werden, dass der Markt ein Paradigma des freiwilligen Tausches und der Staat zentral regulierter Organisation des Diebstahls sei, wenn sie als wirksames Modell verwendet wird, um die Interpretation der Geschichte zu verstehen. Dies erlaubt es menschliche Beziehungen auf ihre beiden Typen, das heißt frei beziehungsweise freiwillig und erzwungen bzw. hegemonisch, herunterzubrechen. Andere soziale Beziehungen gibt es für Rothbard nicht, auch nicht bei so genannter gemischter Ökonomie dritter Wege, die instabil sein müssen und auf einen ihrer jeweiligen Pole „Freiheit“ oder „Totalitarismus“ zusteuern.
1952 präsentierte Rothbard erstmals einige neue Ideen in Mises’ NYU-Seminar. Er kam zum Beispiel auf den Gedanken, dass es eine Wissenschaft der rationalen Ethik gebe, die sich auf die menschliche Natur gründet. So hat er Max Webers Position, die auch Mises schätzte, verworfen, dass es keine Wissenschaft der Ethik gebe, sondern nur subjektive Werturteile.
Rothbard hielt es auch für philosophisch pessimistisch, wenn Mises’ Gründung des menschlichen Handelns reklamiere, „dass Menschen handeln, um Unzufriedenheit loszuwerden, was bedeutet, man würde nicht handeln, wenn man glücklich wäre“. Er dachte, solch eine Sicht wäre “contrary to the natural state of man, which is at its happiest precisely when it is engaged in productive activity”.
1953 lehnte Rothbard die neoklassische Monopolpreistheorie ab, der auch Mises anhing, da man Monopolpreise nicht von Wettbewerbspreisen unterscheiden könne. Es sei auch nur eine Frage des Handelns. Ob verschiedene Menschen ein Kartell gründen oder ob sie in einer gewöhnlichen Firma ihr Kapital zusammenlegen, sei beides prinzipiell nicht im Geringsten voneinander zu unterscheiden.
Rothbard bekam 1955–1956 Schwierigkeiten, seine im Anarchismus gegründete Positionen dem Volker Fund, der ihn bezahlte, plausibel zu machen. Mises unterstützte ihn in einem Brief an einen der Verantwortlichen, dass er völlig überzeugt sei, dass Rothbard einmal zu den führenden Ökonomen zählen würde.
In den 1960er bis 1970er Jahren war die austro-libertäre Flamme mit Hans Sennholz, Murray Rothbard und später mit Israel M. Kirzner und Ludwig Lachmann klein. Der wichtigste Unterschied kam traditionell über die Anarchie-Frage auf: Ist ein Minimalstaat notwendig, um eine freie Gesellschaft zu bewahren? Die Haltung der Rothbardianer kostete ihnen die Unterstützung der klassisch-liberalen Gruppen um Leonard Read und Hans Sennholz. Allerdings zog die Kohärenz und Radikalität des Anarchokapitalismus in den 1980er und 1990er Jahren über das Ludwig von Mises Institute eine größere jüngere intellektuelle Anhängerschaft an. Hülsmann schreibt über die minarchistische Position, wenn man wie Mises Sezessionsbestrebungen befürwortet und Selbstbestimmung nur bei Nichtübereinstimmungen zwischen Individuen und Gruppen über ideologische Fragen relevant ist, wie sollen dann sezessionistische Bewegungen gehandhabt werden, wenn keine große allumfassende Ideologie existieren würde? Klassisch-Liberale könnten sich nur auf das Prinzip der Selbstbestimmung beziehen.

## Selbsteinordnung
Im heutigen politischen und ökonomischen Kontext der sozialen Theorie und Wissenschaft hat aus Sicht von Jesús Huerta de Soto der klassische Liberalismus versagt, die Macht des Staates zu begrenzen. Der anarchokapitalistische Schritt weg vom klassischen Liberalismus führe in die dynamische Theorie unternehmerischer Prozesse, sozialer Kooperation und spontaner Ordnung der Märkte in ein System, das mit der menschlichen Natur kompatibel sei.
Die klassischen Liberalen hätten nicht verstanden, dass ihr Ideal des Staates bereits in der Theorie unmöglich sei, um es in die Praxis umzusetzen, da es in sich schon die Anlage seiner eigenen Zerstörung trage, die darin bestehe, dass sie dabei auf eine Institution setzten, die die alleinige Macht habe, Zwang auszuüben. Aber dieser Staat, so minimal er auch sei, befinde sich nicht in den Händen von Liberalen oder gar konsequenten Liberalen, die den Staat beständig begrenzen oder zurückfahren würden, sondern werde von vielen anderen Gruppen durch einen politischen Prozess getrieben, der die klassischen Liberalen dazu zwinge, sich der Gewalt jedes anderen politischen Willens auszusetzen.

## Symbolik

Schwarz-gelbe Fahne

Die schwarz-gelb oder schwarz-golden diagonal geteilte Flagge wird zuweilen von Personen verwendet, die sich mit Anarchokapitalismus identifizieren. Die goldene Farbe repräsentiert hier das ohne staatliche Intervention und Produktion von Währung auf Märkten genutzte Edelmetall, schwarz referenziert auf die anarchistische Symbolik. So soll sich von der von Anarchisten genutzten schwarz-roten Fahnen abgegrenzt werden, mit welcher jene die Verwurzelung in der sozialistischen Arbeiterbewegung hervorheben wollen. Erstmals wurde die Fahne bei einer von Robert LeFevre 1963 in Colorado organisierten Veranstaltung der Öffentlichkeit präsentiert. Daneben bestehen noch verschiedene weniger verbreitete Symbole.

## Kritik
Kritik an anarchokapitalistischen Vorstellungen wird von Rechts- und Wirtschaftswissenschaftlern, Philosophen und Politikern geübt, und zwar sowohl von Seiten des eher staatsfernen Liberalismus als auch von Vertretern der Idee des starken Staates und von Seiten des antikapitalistischen Anarchismus. Als zentraler Kritikpunkt von liberaler Seite wird die Praxisuntauglichkeit des Anarchokapitalismus gesehen, da auch ein kapitalistisches Wirtschaftssystem für sein Funktionieren eine staatliche Ordnung benötige, etwa um Eigentums- und Selbstbestimmungsrechte überhaupt garantieren und schützen zu können. Utilitaristische Kritiker sind der Meinung, dass auch eine anarchokapitalistische Gesellschaft nicht das „größtmögliche Maß an Nutzen“ schaffen werde.

### Rechtswissenschaft
Der Rechtswissenschaftler Uwe Wesel weist darauf hin, dass die libertäre Vorstellung, zwischen ökonomischen Akteuren könne völlige Vertragsfreiheit herrschen, in der vorindustriellen Zeit wurzelt. Die Entwicklungen infolge der Industriellen Revolution und der Einführung der Gewerbefreiheit um 1800 habe jedoch die Position des einzelnen Arbeiters gegenüber dem Unternehmer so sehr geschwächt, dass sich im Laufe des 19. Jahrhunderts die Herausbildung des Arbeitsrechts als eigenständigem Zweig der Rechtswissenschaft als notwendig erwiesen habe. Das Arbeitsrecht aber sei nichts anderes als eine notwendige Einschränkung der absoluten Vertragsfreiheit.

Wesel zitiert Otto von Gierke, Rechtsprofessor und Experte für Privatrecht. Dieser schrieb 1889 in einer Stellungnahme zum ersten Entwurf des BGB: 

„Schrankenlose Vertragsfreiheit zerstört sich selbst. Eine fürchterliche Waffe in der Hand des Starken, ein stumpfes Werkzeug in der Hand des Schwachen, wird sie zum Mittel der Unterdrückung des Einen durch den Anderen, der schonungslosen Ausbeutung geistiger und wirtschaftlicher Übermacht.“

### Kritischer Rationalismus und Objektivismus

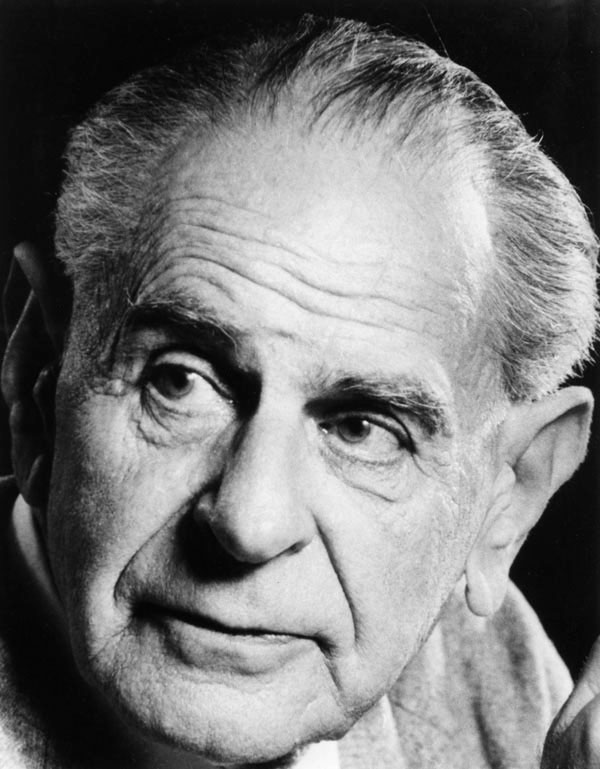
Karl Popper

Aus philosophischer Sicht kam der liberale Denker Karl Popper zu einer ähnlichen, grundlegenden Kritik an anarchokapitalistischen Vorstellungen. Der Begründer des kritischen Rationalismus betrachtet sie auf der einen und den Totalitarismus auf der anderen Seite als die beiden ideologischen Extreme, die der von ihm propagierten „Offenen Gesellschaft“ und der institutionalisierten Demokratie zuwiderlaufen:

„Es gibt ideologische Anbeter des sogenannten „freien Marktes“, dem wir natürlich sehr viel verdanken, die glauben, dass solche Gesetzgebungen, die die Freiheit des freien Marktes beschränken, gefährliche Schritte auf dem Weg in die Knechtschaft sind. Das ist aber wiederum ideologischer Unsinn. Schon in meinem vor 49 Jahren auf englisch fertiggestellten Buch Die offene Gesellschaft und ihre Feinde habe ich gezeigt, dass ein freier Markt nur innerhalb einer vom Staate geschaffenen und garantierten Rechtsordnung existieren kann. Zu dieser gehört zum Beispiel, dass bewaffnete Privatarmeen verboten sind, was eine Beschränkung des freien Waffenhandels einschließt – also offenbar eine Beschränkung des freien Marktes und der persönlichen Freiheit. Aber es ist klar, dass diese Beschränkung durch den Staat jenen Beschränkungen durch Bandenführer vorzuziehen ist, die mit Sicherheit dort erwartet werden kann, wo die staatliche Beschränkung fehlt.“

Vertreter des Objektivismus in der Tradition Ayn Rands bringen ähnliche Argumente vor: Sie sind der Meinung, eine anarchokapitalistische Gesellschaft werde in einem „Krieg aller gegen alle“ (Hobbes) und im Chaos enden. Streitigkeiten zwischen Kunden verschiedener Sicherheitsdienstleister würden letztendlich zum Krieg zwischen diesen führen.

### Anarchismus
Kapitalismuskritische Anarchisten argumentieren, ein freier Markt ohne Kollektivierung der Betriebe laufe der egalitären Idee zuwider, die für den Anarchismus konstituierend sei. Denn Lohnarbeit, ein wichtiger Aspekt des Kapitalismus, sei stets auf autoritäre Strukturen angewiesen. Eine Gesellschaft könne deshalb entweder kapitalistisch oder anarchistisch sein aber nicht beides gleichzeitig.
Weiter wird argumentiert, dass der Staat und der Kapitalismus nicht zu trennen seien. Eine Abschaffung des einen sei unmöglich, ohne auch das andere abzuschaffen, da beides auf Machtgefällen und Herrschaft basiere. Auch die Selbstbezeichnung der Anarchokapitalisten, mit der sie Bezug auf den Anarchismus nehmen, wird kritisiert. Anarchismus war traditionell immer eng mit sozialistischen Positionen verknüpft, während der Anarchokapitalismus auf den klassischen Liberalismus zurückgeht. Auch der oftmals alternativ gebrauchte Begriff des Libertarismus wurde ursprünglich sozialistisch verwendet und interpretiert.

### Kommunismus
Kommunisten und weitere Gegner einer freien Marktwirtschaft vertreten die Ansicht, Arbeitnehmer würden in jeder Form des Kapitalismus ausgebeutet, auch in einer staatslosen.

### Minarchismus und Etatismus
Minarchisten und Etatisten sind weiterhin der Meinung, das Trittbrettfahrer-Problem werde den Anarchokapitalismus in modernen Gesellschaften unmöglich machen. Nach ihrer Meinung gibt es lebenswichtige Dienstleistungen – wie Sicherheit und Verteidigung –, die nur von einem Staat mit einem territorialen Monopol bereitgestellt werden könnten. Eine anarchokapitalistische Gesellschaft werde deshalb früher oder später in die Katastrophe führen – wie etwa in vielen Fällen gescheiterter Staaten – oder zur Wiedererrichtung eines neuen Staates.